# Suwałki
Suwałki [suˈvawki] anhörenⓘ (deutsch Suwalken, 1941–1944 Sudauen, litauisch Suvalkai) ist eine Stadt mit etwa 69.000 Einwohnern in Nordostpolen, in der Woiwodschaft Podlachien, etwa 120 Kilometer nördlich von Białystok und unweit der Grenze zu Litauen. Suwałki lag lange Zeit abseits der großen Verkehrsströme; seit der Öffnung verschiedener Straßenübergänge und des einzigen Eisenbahngrenzüberganges Polens nach Litauen an der Hauptstrecke Berlin–Warschau–Kaunas–Vilnius/Riga (Rail Baltica) ist die wirtschaftliche Bedeutung der Stadt gewachsen.
Bei der Volkszählung im Jahr 2002 gaben 5097 Menschen in der Region Suwałki „litauisch“ als Nationalität an.
|                       | Jan  | Feb  | Mär  | Apr  | Mai  | Jun  | Jul  | Aug  | Sep  | Okt  | Nov  | Dez  |   |      |
| Mittl. Tagesmax. (°C) | −1,7 | −0,7 | 3,9  | 11,0 | 17,7 | 20,4 | 21,9 | 21,9 | 16,3 | 10,4 | 3,5  | −0,1 | ⌀ | 10,4 |
| Mittl. Tagesmin. (°C) | −6,6 | −6,3 | −3,3 | 1,6  | 6,4  | 9,8  | 11,4 | 10,8 | 7,2  | 3,2  | −0,9 | −4,5 | ⌀ | 2,4  |
|                       |      |      |      |      |      |      |      |      |      |      |      |      |   |      |
| Niederschlag (mm)     | 33   | 25   | 35   | 37   | 49   | 74   | 83   | 64   | 53   | 49   | 46   | 43   | Σ | 591  |
|                       |      |      |      |      |      |      |      |      |      |      |      |      |   |      |
| Regentage (d)         | 18   | 15   | 14   | 12   | 12   | 15   | 15   | 13   | 14   | 13   | 16   | 18   | Σ | 175  |

| −6,6 |

| −6,3 |

| −3,3 |

| 1,6 |

| 6,4 |

| 9,8 |

| 11,4 |

| 10,8 |

| 7,2 |

| 3,2 |

| −0,9 |

| −4,5 |

| −6,6 |

| −6,3 |

| −3,3 |

| 1,6 |

| 6,4 |

| 9,8 |

| 11,4 |

| 10,8 |

| 7,2 |

| 3,2 |

| −0,9 |

| −4,5 |

## Geschichte

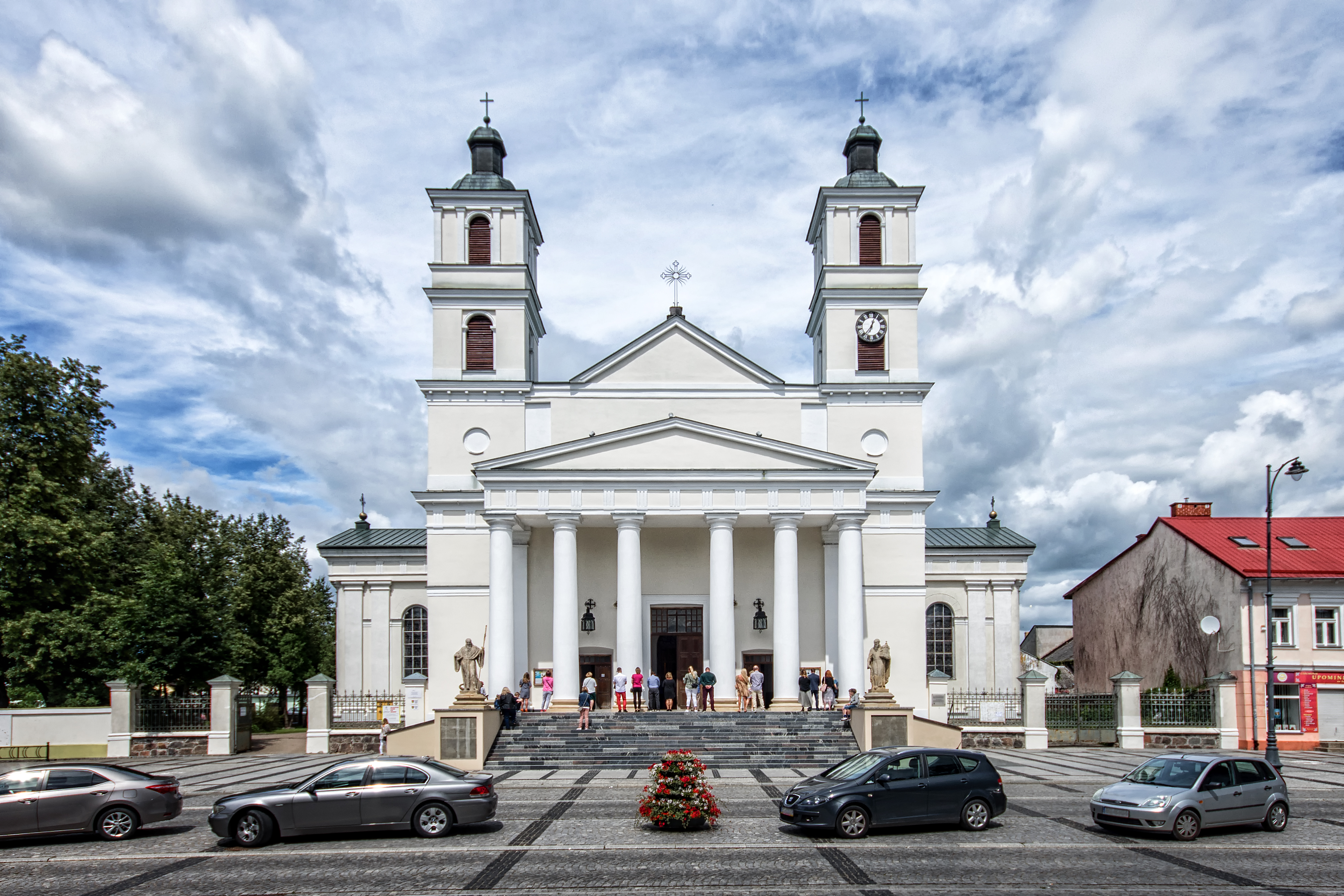
Alexanderkirche in Suwałki

Der Nordteil des Landes der Sudauer kam zum preußischen Ordensstaat (später Ostpreußen); der Südteil wurde von Polen und Litauern erobert und durch spätere Grenzvereinbarungen zwischen dem Ordensstaat, Litauen und Polen als „Podolien“ ein Teil Litauens.
Bis 1795 gehörte die Stadt Suwałki zum Großfürstentum Polen-Litauen. Bei der Dritten Teilung Polens kam Suwałki zu Preußen, wurde 1807 mit dem Herzogtum Warschau vereinigt und kam gemeinsam mit Kongresspolen 1815 zum russischen Zarenreich.
Ab 1919 gehörte Suwałki zur Zweiten Polnischen Republik. Mit dem Vertrag von Suwałki 1920 war eine Beendigung der Grenzkonflikte von Polen und Litauen geplant, der Vertrag wurde allerdings vor Inkrafttreten gebrochen.
Suwałki wurde nach dem Überfall auf Polen im Herbst 1939 von der Wehrmacht besetzt und als Hauptstadt des Landkreises Sudauen Ostpreußen einverleibt, im Dezember 1939 in Suwalken umbenannt und hieß ab 1941 Sudauen. 1944 wurde die Stadt von der Roten Armee erobert, zu Suwałki rückbenannt und gehört seither wieder zu Polen.
Polen hat in der Verwaltungsreform 1999 einen Landkreis Suwałki geschaffen. Suwałki selbst hat den Status einer kreisfreien Stadt (polnisch miasto na prawach powiatu, „Stadt mit Rechten eines Powiat“).
Nahe der Gemeinde verläuft die Grenze zwischen Polen und Litauen. Dieser etwa 100 km lange Grenzabschnitt ist die einzige Grenze des NATO-Staates Polen mit einem der drei baltischen Staaten, die ebenfalls NATO-Mitglieder sind. Diese sogenannte Suwałki-Lücke gilt seit der Eroberung und Annexion der Krim durch Russland im März 2014 als einer der militärisch sensibelsten Punkte in Europa.

## Landgemeinde Suwałki
Suwałki ist Sitz einer Landgemeinde gleichen Namens, ist aber nicht deren Teil. Die Landgemeinde umfasst die Stadt fast vollständig und hat eine Fläche von 264,8 km² auf der 7826 Menschen leben (31. Dezember 2020).

## Politik

### Stadtpräsident
An der Spitze der Stadtverwaltung steht der Stadtpräsident. Seit 2010 ist dies Czesław Renkiewicz, der 2010 für das Wahlkomitee des kurz zuvor verstorbenen Stadtpräsidenten Józef Gajewski „Suwałki – die Vision von Gajewski“ kandidierte und seit 2014 für sein eigenes Wahlkomitee antritt. Die turnusmäßige Wahl im Oktober 2018 führte zu folgenden Ergebnis:
- Czesław Renkiewicz (Wahlkomitee „Gemeinsam für Suwałki – Czesław Renkiewicz“) 48,4 % der Stimmen
- Jacek Juszkiewicz (Prawo i Sprawiedliwość) 22,9 % der Stimmen
- Karol Korneluk (Wahlkomitee „Gemeinsames Suwałki“) 14,6 % der Stimmen
- Robert Osyda (Konfederacja und unabhängige lokale Verwaltungen) 10,9 % der Stimmen
- Paweł Cichuki (Wahlkomitee „Koalition für Suwałki – Boźena Kamińska“) 3,2 % der Stimmen

In der notwendige Stichwahl wurde Amtsinhaber Renkiewicz mit 65,7 % der Stimmen gegen den PiS-Kandidaten Juszkiewicz für eine weitere Amtszeit wiedergewählt.
Die turnusmäßige Wahl im Oktober 2018 führte zu folgenden Ergebnis:
- Czesław Renkiewicz (Wahlkomitee „Unterstützen Sie Suwałki – Czesław Renkiewicz“) 63,2 % der Stimmen
- Grzegorz Mackiewicz (Prawo i Sprawiedliwość) 21,1 % der Stimmen
- Sławomir Sieczkowski (Wahlkomitee der Einwohner von Suwałki) 8,6 % der Stimmen
- Grzegorz Gorlo (Wahlkomitee „Suwałki-Vereinigung für das Recht“) 5,3 % der Stimmen
- Übrige 1,9 % der Stimmen

Damit wurde Renkiewicz bereits im ersten Wahlgang für eine weitere Amtszeit wiedergewählt.

### Stadtrat
Der Stadtrat umfasst 23 Mitglieder, die direkt gewählt werden. Die Wahl im April 2024 führte zu folgendem Ergebnis:
- Wahlkomitee „Gemeinsam für Suwałki – Czesław Renkiewicz“ 40,5 % der Stimmen, 12 Sitze
- Prawo i Sprawiedliwość (PiS) 29,7 % der Stimmen, 8 Sitze
- Wahlkomitee „Gemeinsames Suwałki“ 16,7 % der Stimmen, 3 Sitze
- Konfederacja und unabhängige lokale Verwaltungen 8,6 % der Stimmen, kein Sitz
- Wahlkomitee „Koalition für Suwałki – Boźena Kamińska“ 4,6 % der Stimmen, kein Sitz

Die Wahl im Oktober 2018 führte zu folgendem Ergebnis:
- Wahlkomitee „Unterstützen Sie Suwałki – Czesław Renkiewicz“ 42,5 % der Stimmen, 12 Sitze
- Prawo i Sprawiedliwość (PiS) 28,2 % der Stimmen, 7 Sitze
- Wahlkomitee der Einwohner von Suwałki 10,6 % der Stimmen, 2 Sitze
- Koalicja Obywatelska (KO) 10,2 % der Stimmen, 2 Sitze
- Wahlkomitee „Suwałki-Vereinigung für das Recht“ 4,5 % der Stimmen, kein Sitz
- Sojusz Lewicy Demokratycznej (SLD) / Lewica Razem (Razem) 4,1 % der Stimmen, kein Sitz

### Städtepartnerschaften
- Grande-Synthe, Frankreich, seit 1978
- Marijampolė, Litauen, seit 1995
- Alytus, Litauen, seit 1996
- Waren (Müritz), Deutschland, seit 1999
- Võru, Estland, seit 1999

## Söhne und Töchter der Stadt
- Karl Friedrich Merleker (1803–1872), deutscher Geograph, Historiker und Lehrer
- Stanislaw Julian Ostroróg (1836–1899), polnisch-englischer Fotograf
- Samuel Rosenthal (1837–1902), polnisch-französischer Schachspieler
- Maria Konopnicka (1842–1910), Dichterin
- Alfred von Wierusz-Kowalski (1849–1915), Maler
- Justinas Pranaitis (1861–1917), litauischer römisch-katholischer Priester und Hebraist
- Aleksandra Piłsudska (1882–1963), polnische Freiheitskämpferin
- Wladimir Kenig (1883–1929), Komponist
- Samuel Dushkin (1891–1976), US-amerikanischer Geiger
- Salmen Gradowski (1908–1944 oder 1909–1944), Verfasser geheimer Tagebücher im Konzentrationslager Auschwitz-Birkenau
- Pinchas Sapir (1906–1975), israelischer Politiker, Finanz-, Handels- und Industrieminister
- Avraham Stern (1907–1942), alias Yair, zionistischer Aktivist und Terrorist
- Andrzej Wajda (1926–2016), Film- und Theaterregisseur
- Mordechai Altschuler (1932–2019), polnisch-israelischer Historiker
- Jolanta Szynwelska (* 1961), Handballspielerin
- Patryk  Małecki (* 1988), Fußballer
- Joanna Mendak (* 1989), Schwimmerin
- Paweł Baranowski (* 1990), Fußballspieler
- Michalina Łabacz (* 1992), Schauspielerin
- Maria Andrejczyk (* 1996), Leichtathletin